# 真野恵里菜デビューコンサート「プロローグ 〜乙女の祈り〜」
『真野恵里菜デビューコンサート「プロローグ 〜乙女の祈り〜」』は、2009年6月6日・14日に開催された初の単独コンサート。

## 出演者
- 真野恵里菜 、ハロプロエッグ
- MC 加藤紀子

### 大阪公演のみ
- 岡田唯、SI☆NA

## 日程
- 6月6日（2回公演） 東京・中野サンプラザ
- 6月14日（2回公演） 大阪・松下IMPホール

## DVD
『真野恵里菜デビューコンサート「プロローグ 〜乙女の祈り〜」』
1. OPENING
2. 乙女の祈り
3. ラララ-ソソソ
4. MC
5. 世界は サマー・パーティ
6. MC
7. 世界は サマー・パーティ（MUSIC CLIP）
8. 水色想い
9. MC
10. スクランブル
11. ラッキーオーラ
12. ナキムシ・ヨワムシ
13. MC
14. はじめての経験
15. MC
16. マノピアノ / はじめての経験